# Драгањаса (Прахова)
Драгањаса (рум. Drăgăneasa) насеље је у Румунији у округу Прахова у општини Провица де Жос. Oпштина се налази на надморској висини од 419 m.

## Становништво
Према подацима из 2002. године у насељу је живело 1124 становника.

### Попис2002.
| Расподела становништва по националности 2002.‍ | Расподела становништва по националности 2002.‍ | Расподела становништва по националности 2002.‍ | Расподела становништва по националности 2002.‍ | Расподела становништва по националности 2002.‍ |
| --------------------------------------------- | --------------------------------------------- | --------------------------------------------- | --------------------------------------------- | --------------------------------------------- |
|                                               |                                               |                                               |                                               |                                               |
| Румуни                                        | Румуни                                        |                                               | 926                                           | 82,6%                                         |
| Роми                                          | Роми                                          |                                               | 195                                           | 17,4%                                         |